# Ion Timofte
Ion Timofte (* 16. Dezember 1967 in Anina, Kreis Caraș-Severin) ist ein ehemaliger rumänischer Fußballspieler. Er bestritt insgesamt 280 Spiele in der rumänischen Divizia A und der portugiesischen SuperLiga.

## Karriere
Timofte begann mit dem Fußballspielen in seiner Heimatstadt Anina bei Minerul Anina. Im Alter von 21 Jahren wechselte er zum Nachbarverein CSM Reșița, der seinerzeit in der Divizia B (heute Liga II) vertreten war. Im Jahr 1989 verpflichtete ihn der FC Politehnica Timișoara, das gerade in die Divizia A aufgestiegen war und zu den besten Klubs des westlichen Rumäniens zählte. Bei „Poli“ konnte sich Timofte schon in seiner ersten Spielzeit als Stammspieler behaupten und stellte seine Torgefährlichkeit als Mittelfeldspieler unter Beweis. Am Saisonende gelang ihm die Qualifikation zum UEFA-Pokal, wo der Klub zunächst Atlético Madrid ausschalten konnte, in der zweiten Runde aber gegen Sporting Lissabon ausschied. In der heimischen Liga schloss der Verein auf dem sechsten Platz ab und verpasste die erneute Qualifikation zum Europapokal.
Im Jahr 1991 verließ Timofte wie viele rumänische Nationalspieler vor ihm seine Heimat und band sich an den portugiesischen Spitzenklub FC Porto. Auch hier wurde er Stammspieler und steuerte neun bzw. zwölf Tore zum Gewinn der Meistertitel 1991/92 und 1992/93 bei. Im Jahr 1994 gewann er schließlich den portugiesischen Pokal.
Nach drei Jahren verließ Timofte den FC Porto und schloss sich dem Lokalrivalen Boavista an. Bei seinem neuen Klub benötigte Timofte einige Jahre, bevor er sich als Stammspieler durchsetzen konnte. Erst in der Saison 1997/98 etablierte er sich und fand auch seine Treffsicherheit wieder. Zuvor hatte er den Pokalsieg 1997 errungen. In der Spielzeit 1998/99 kam er auf 15 Treffer und gewann mit seinem Verein die Vizemeisterschaft hinter dem FC Porto. Im Jahr 2000 beendete Timofte seine Karriere.

## Nationalmannschaft
Timofte bestritt insgesamt zehn Spiele für die rumänische Fußballnationalmannschaft und erzielte dabei ein Tor. Er debütierte am 3. April 1991 im EM-Qualifikationsspiel gegen die Schweiz, als er in der 89. Minute für Florin Răducioiu eingewechselt wurde. Am 17. April 1991 gelang ihm im Freundschaftsspiel in Cáceres gegen Spanien sein einziges Länderspieltor. Timofte gehörte zum Kader von Nationaltrainer Mircea Rădulescu, bis dieser Anfang 1992 nach der verpassten EM-Qualifikation durch Cornel Dinu abgelöst wurde. Unter Dinu kam er nur noch im WM-Qualifikationsspiel gegen die Färöer-Inseln am 20. Mai 1992 zum Einsatz und wurde danach nicht mehr berücksichtigt.
Nach fast drei Jahren holte Anghel Iordănescu Timofte im Februar 1995 zurück zur Nationalmannschaft, setzte ihn aber nur sporadisch ein. Zum letzten Mal lief er am 15. November 1995 im abschließenden EM-Qualifikationsspiel gegen die Slowakei im Nationaltrikot auf.

## Erfolge
- Portugiesischer Meister: 1992, 1993
- Portugiesischer Pokalsieger: 1994, 1997
- Portugiesischer Supercup-Sieger: 1991, 1993, 1997